# Конфедерація Текумсе

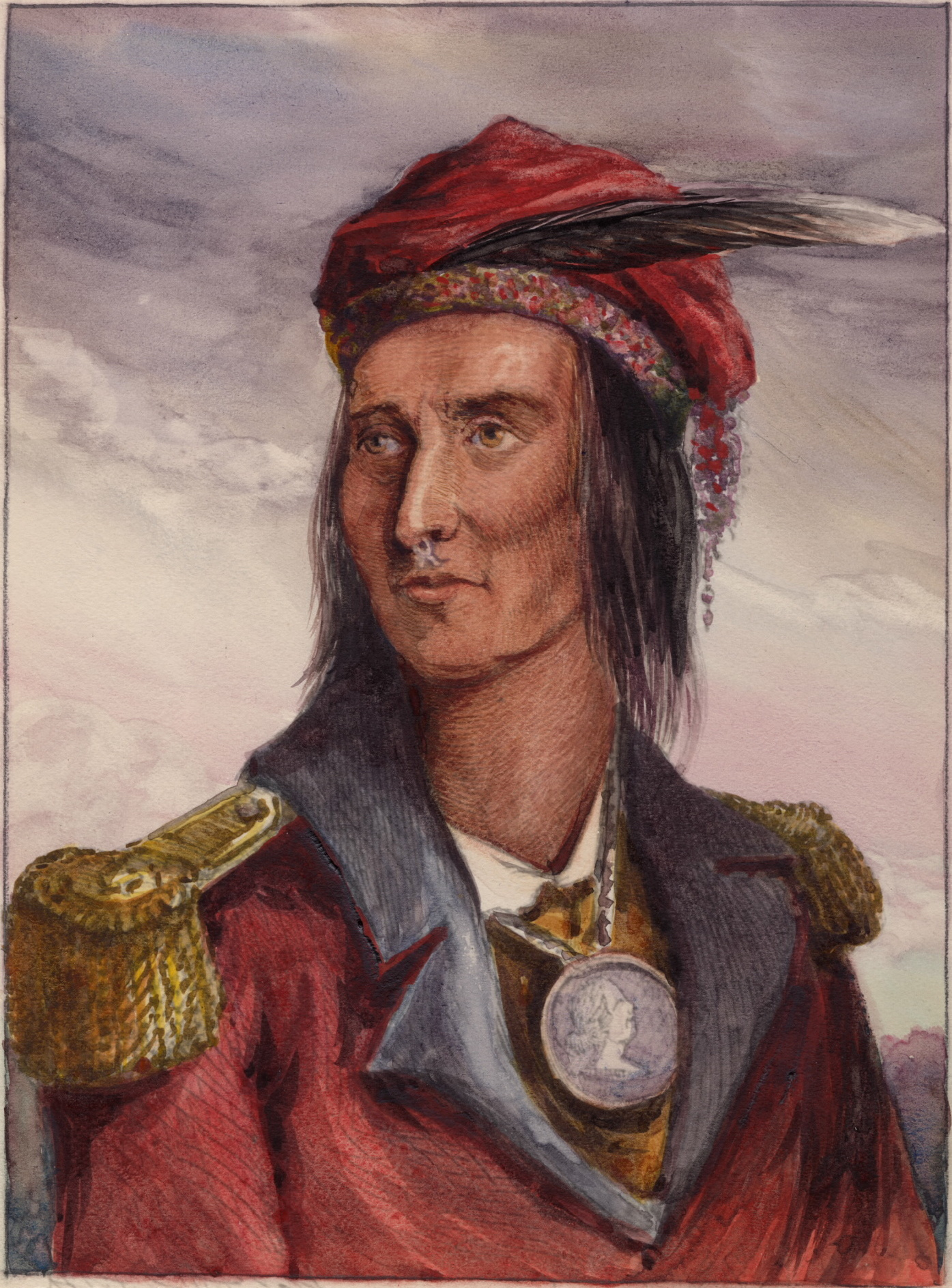
Вождь племені шауні Текумсе

Конфедерація Текумсе (англ. Tecumseh's confederacy) – об’єднання декількох племен корінних американців у районі Великих озер, США. Конфедерація сформувалася на початку XIX ст., а в 1808 році вождь індіанського народу шауні Текумсе очолив конфедерацію. Індіанці об’єдналися, щоб воювати з поселенцями, які почали заселяти землі племен. Під керівництвом Текумсе конфедерація вступила у збройний конфлікт зі Сполученими Штатами під час англо-американської війни 1812 року. Однак конфедерація розпалася в 1813 році після загибелі Текумсе.

## Створення
Після заключення договору між індіанським союзом та правлінням США у 1795 році, відомим як Грінвільський договір, корінні жителі Північно-Західної території почали залишати землі, передані Сполученим Штатам. Багато племен стали селитися на землях маямі, змішуватися один з одним, засновуючи спільні поселення. Вождь шауні Текумсе захотів об’єднати індіанські племена, щоб запобігти подальшій експансії США на захід. В 1808 році Текумсе стає військовим лідером конфедерації. До складу конфедерації входили: шауні, ленапе, месквоки, сауки, маямі, оттава, сенека, оджибве, черокі та гурони. Усього армія Текумсе налічувала близько 3000 воїнів.

## Повстання Текумсе
Американський уряд намагався звільнити території від численних індіанських племен. Текумсе був пригнічений тим, що племена втрачають свої землі, тому він почав подорожувати південним регіоном Великих озер, щоб умовити вождів інших племен припинити співпрацю з американцями. Але не всі лідери племен підтримували позицію Текумсе, вони висловили небажання вступати у військовий конфлікт із США.

### Війна Текумсе
7 листопада 1811 року відбулася битва при Типпекану, між американським військом під командуванням Вільяма Гаррісона та індіанськими воїнами під командуванням Тенскватави, брата Текумсе. Перемогу в битві здобули американці, а поразка стала для конфедерації Текумсе жахливим ударом. Текумсе спробував відновити конфедерацію, об’єднавшись із британцями в Канаді на початку війни 1812 року. Але американці знову завдали нищівного удару воїнам Текумсе.
У 1813 році армія США встановила контроль над озером Ері. Британці та Текумсе покинули цю територію та втекли на схід. Текумсе загинув у битві на річці Темзі поблизу Четем-Кента, Онтаріо. Його смерть деморалізувала союзників і незабаром після цього його конфедерація припинила своє існування, хоча багато племен продовжували самостійно воювати проти американців. 